# Amédée Rosier
Pour les articles homonymes, voir Rosier (homonymie).

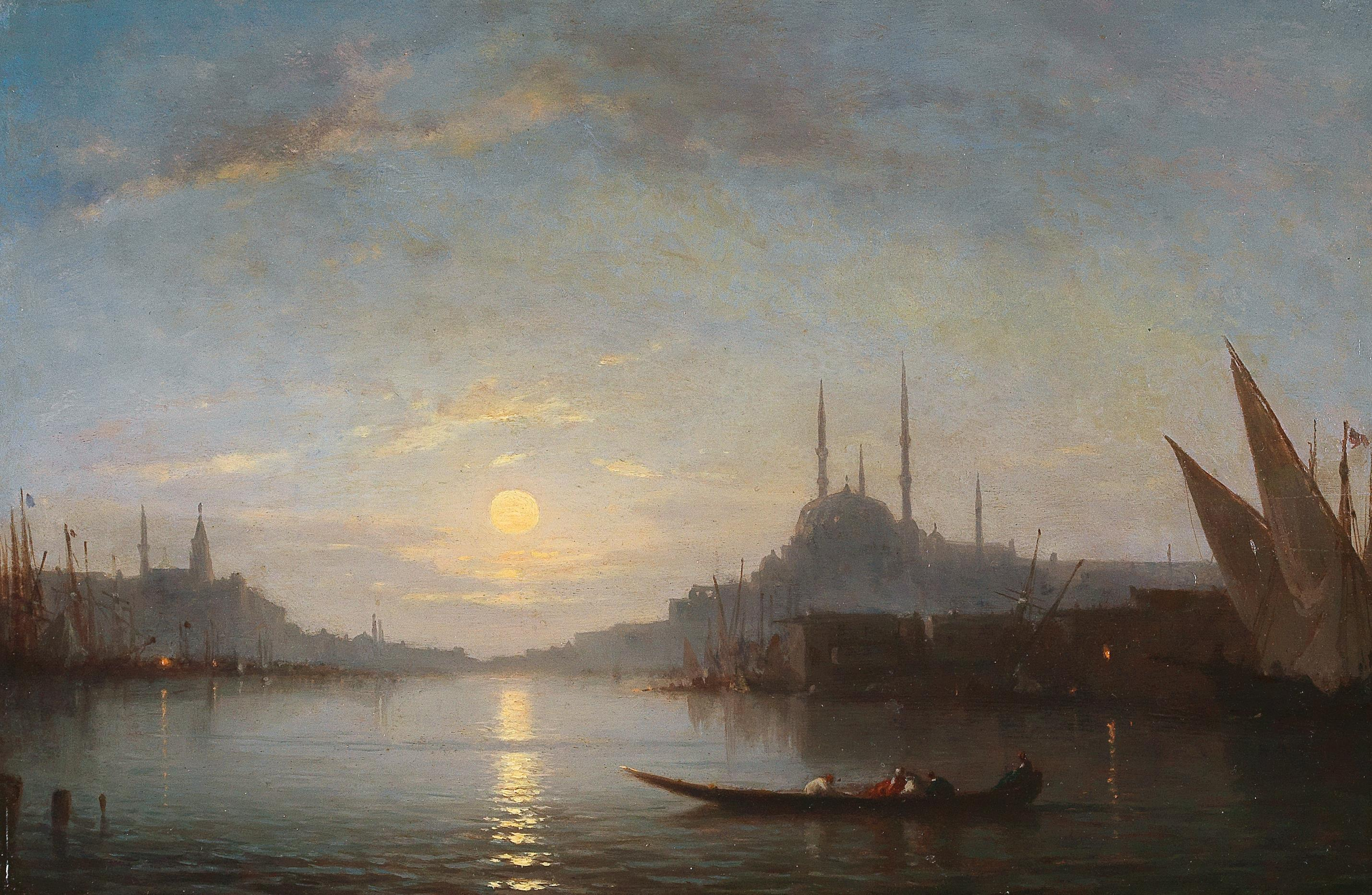

Étienne Amédée Rosier, né le 20 août 1831 à Meaux et mort le 5 novembre 1914 à Boulogne-Billancourt, est un peintre orientaliste français et un des maîtres de la peinture de marine.

## Biographie
Amédée Rosier est l'élève des peintres Léon Cogniet et Carolus-Duran. Son premier envoi au Salon de 1857 est une peinture d'histoire, Le Combat naval à Sébastopol. Il voyage beaucoup, à Venise et Constantinople. Il traverse également l'Égypte et l'Afrique du Nord.
Il reçoit une médaille de troisième classe au Salon de 1876 avec La Lagune, le soir à Venise. Une médaille de bronze lui est décernée à l’Exposition universelle de 1889 pour Venise, le Grand Canal.

## Collections publiques
- Musée maritime de l'Île Tatihou : Marine au clair de lune, huile sur toile[5]
- Compiègne, musée Antoine-Vivenel : Notre-Dame de Paris au soleil couchant, huile sur toile[6]
- Musée des beaux-arts de Pau : Soleil couchant dans la lagune, huile sur bois[7]
- Musée des beaux-arts de Rennes : Vue de Venise, huile sur bois[8]
- Musée des beaux-arts de Bernay : Effet de lune, Venise, huile sur bois